# Adam Philippe de Custine
Custine como general-em-chefe do Exército do Reno em 1792, por Joseph-Désiré Court (1834)
Adam Philippe, conde de Custine (Metz, 4 de fevereiro de 1742 — Paris, 28 de agosto de 1793) foi um general francês. Como jovem oficial do Exército Real francês, serviu na Guerra dos Sete Anos. Na Guerra Revolucionária Americana, juntou-se à Expédition Particulière (Expedição Especial) de Rochambeau, apoiando os colonos americanos. Após a bem-sucedida campanha na Virgínia e a Batalha de Yorktown, retornou à França e se juntou novamente à sua unidade no Exército Real.
Quando a Revolução Francesa começou, ele foi eleito para os Estados Gerais e serviu na subsequente Assembleia Nacional Constituinte como representante de Metz. Apoiou alguns Decretos de Agosto, mas também apoiou, de modo geral, a prerrogativa real e os direitos dos emigrantes franceses. Com a dissolução da Assembleia em 1791, ele voltou ao exército como tenente-general e, no ano seguinte, substituiu Nicolas Luckner como comandante-chefe do Exército dos Vosgos. Em 1792, liderou com sucesso campanhas nas regiões do Médio e Alto Reno, tomando Speyer e Mainz e rompendo as linhas de Wissembourg. Após a aparente traição de Charles François Dumouriez, o Comitê de Salvação Pública investigou Custine, mas uma vigorosa defesa montada por Maximilien de Robespierre resultou em sua absolvição.
Ao retornar ao comando ativo, ele descobriu que o exército havia perdido a maioria de seu corpo de oficiais e tropas experientes e, em 1793, após uma série de reveses na primavera, os franceses perderam o controle de grande parte do território que haviam adquirido no ano anterior. Ordenado a assumir o comando do Exército do Norte, Custine procurou primeiro solidificar o controle francês das importantes travessias do Reno por Mainz. No entanto, quando ele não conseguiu aliviar a fortaleza sitiada de Condé no ano seguinte, foi chamado de volta a Paris. Depois que Condé, Mainz e Speyer foram perdidas, ele foi preso. Ele foi processado em um longo julgamento perante o Tribunal Revolucionário do Comitê de Salvação Pública por Antoine Quentin Fouquier-Tinville, e Jacques Hébert continuou a atacar Custine por meio de sua publicação Le Père Duchesne. Custine foi considerado culpado de traição por uma maioria de votos do Tribunal em 27 de agosto e guilhotinado no dia seguinte.
Seu filho também foi executado alguns meses depois, e sua nora, Delphine de Custine, sofreu por vários meses na prisão antes de ser liberta no verão de 1794. Ela conseguiu recuperar alguns bens da família e imigrou para a Alemanha e, mais tarde, para a Suíça, com seu filho, Astolphe-Louis-Léonor, que se tornou um conhecido escritor de viagens. O destino da família é representativo do destino de muitos membros da aristocracia menor da França, especialmente os do corpo militar e diplomático, cuja reputação os Montanheses mancharam no Reino do Terror.

## Serviço militar

### Início de carreira
Custine começou sua carreira aos oito anos, em 1748, no final da Guerra de Sucessão Austríaca na Alemanha, sob o comando do Marechal da Saxônia, que continuou a tutelá-lo em tempos de paz. Durante a Guerra dos Sete Anos (1756 a 1763), Custine serviu no exército francês nos estados alemães; em 1758, ele era capitão de dragões no regimento de Schomberg. Enquanto lutava contra os prussianos, Custine aprendeu a admirar a organização militar moderna deles, o que mais tarde influenciou seu próprio estilo militar.
No final da Guerra dos Sete Anos, Custine foi maestre de camp. O duque de Choiseul reconheceu seu talento e criou um regimento de dragões para ele, mas Custine o trocou por um regimento de infantaria que estava indo para a América, onde ele poderia continuar a ação militar, adquirir experiência adicional e obter promoção. Seu regimento, o Regiment de Saintonge (1 322 soldados e oficiais), embarcou para as Treze Colônias em abril de 1780, partindo de Brest. Lá, ele serviu com distinção contra os britânicos como coronel na força expedicionária do Conde Rochambeau na Guerra da Independência Americana. O regimento participou da campanha da Virgínia em 1781 e recebeu elogios distintos pela ação na Batalha de Yorktown; Custine recebeu reconhecimento individual de mérito e um brevê do governo dos Estados Unidos. Os relatórios de Rouchambeau elogiaram sua honestidade, zelo, coragem e talentos.
Custine estava no comando das tropas francesas que abriram uma extensão de trincheiras paralelas às defesas de Yorktown em 8 de outubro de 1781. Durante outras operações em Yorktown, ele atuou como segundo em comando de Claude-Anne de Rouvroy de Saint Simon. Pelo menos um oficial tinha uma má opinião sobre Custine. Às 19h00 da noite de 14 para 15 de outubro, colunas francesas e americanas invadiram com sucesso dois redutos britânicos nas defesas de Yorktown. Um ataque de fintas foi realizado contra o reduto de fuzileiros na extremidade oposta da linha, no qual os franceses sofreram 16 baixas. Um dos assessores de Rochambeau, o Barão Ludwig von Closen, escreveu que Custine errou nessa tarefa ao fazer o ataque de simulação depois que os outros redutos foram capturados. O assessor ouviu que Custine estava atrasado porque havia ingerido muito álcool e acreditou no boato porque havia visto Custine bêbado. Closen afirmou que Custine passou 24 horas preso por seu erro.
Após a rendição dos britânicos, o regimento Saintonge passou o inverno em Williamsburg, Virgínia, e partiu para as Antilhas em dezembro de 1782, com o restante da força expedicionária. Em seu retorno à França, Custine foi nomeado maréchal de camp (general de brigada) e nomeado governador de Toulon. Ele também retomou as responsabilidades como proprietário do regimento de dragões de Rouergue.

### Atividades durante a Revolução Francesa

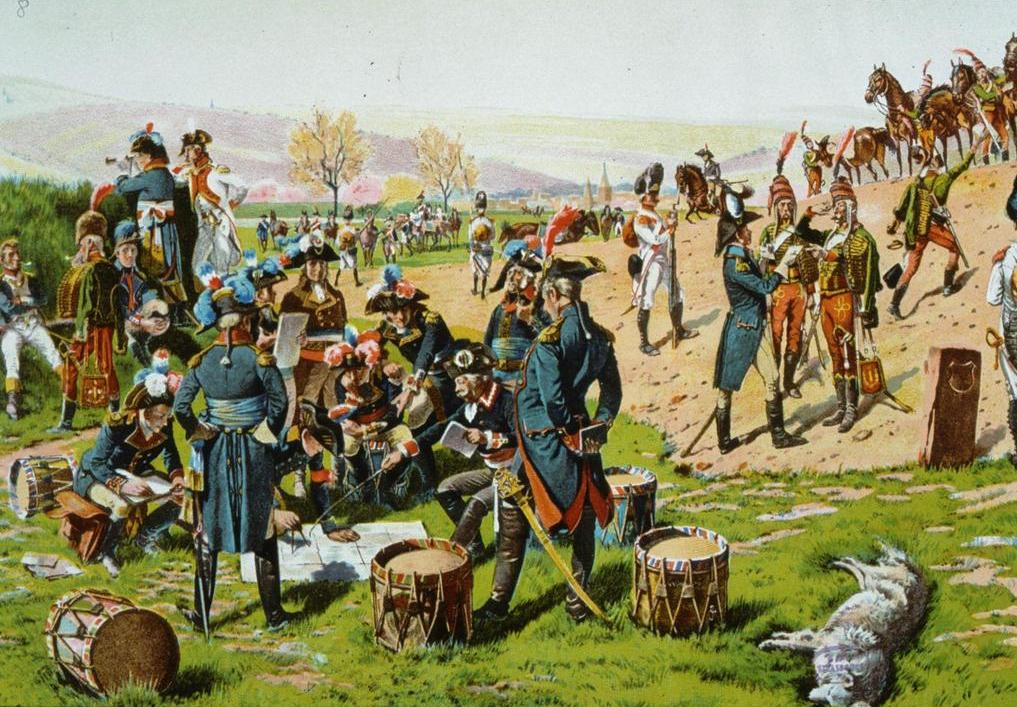
Custine realiza um conselho de guerra com sua equipe para planejar a ruptura das linhas de Wissembourg. Do artista Frédéric Regamey

Em 1789, o bailliage (bailiado) de Metz elegeu Custine para os Estados Gerais; após sua eleição, ele renunciou à sua comissão militar, julgando que suas responsabilidades na assembleia nacional exigiam toda a sua atenção. Em julho de 1789, quando a Revolução Francesa ganhou força, ele permaneceu na Assembleia Nacional Constituinte. Lá, ele apoiou a criação de uma constituição que defendia os princípios do governo representativo e, muitas vezes, votou com a nobreza liberal (constitucional), como o Marquês de La Fayette. Embora tenha apoiado a abolição de alguns direitos senhoriais, defendeu com veemência a prerrogativa real e os direitos da nobreza que fugiu durante o Grande Medo, especialmente seus direitos de propriedade. Ele ofereceu apoio limitado aos dezenove decretos que aboliram as leis de jogo, os tribunais senhoriais, a compra e a venda de cargos na magistratura, as imunidades pecuniárias, o favoritismo na tributação, o dinheiro da sobretaxa, as primícias, as pluralidades e as pensões imerecidas.
Com a dissolução da Assembleia Nacional Legislativa em outubro de 1791, Custine foi nomeado tenente-general do Exército dos Vosgos, como era conhecido o exército de voluntários. Apesar de sua disciplina rígida, ele era popular entre os soldados, entre os quais era conhecido como “général moustache”. No ano seguinte, foi nomeado comandante-chefe do exército, substituindo Nicolas Luckner; na campanha seguinte, ele tomou Speyer, Worms, Mainz e Frankfurt em setembro e outubro de 1792.
Na Renânia, Custine continuou a revolução por meio de proclamação e cobrou pesados impostos da nobreza e do clero. Durante o inverno, um exército prussiano o forçou a evacuar Frankfurt, atravessar novamente o Reno e voltar para Landau. Isso ocorreu durante a colaboração traiçoeira de Charles François Dumouriez com os austríacos. Convocado a comparecer a Paris para prestar contas, Custine foi acusado de traição, mas foi habilmente defendido por Robespierre, o revolucionário e advogado francês, que declarou Custine um homem honesto que prestou bons serviços ao seu país. Com a defesa de Robespierre, ele foi inocentado de todas as acusações e, mais tarde, recebeu o comando do Exército do Norte.

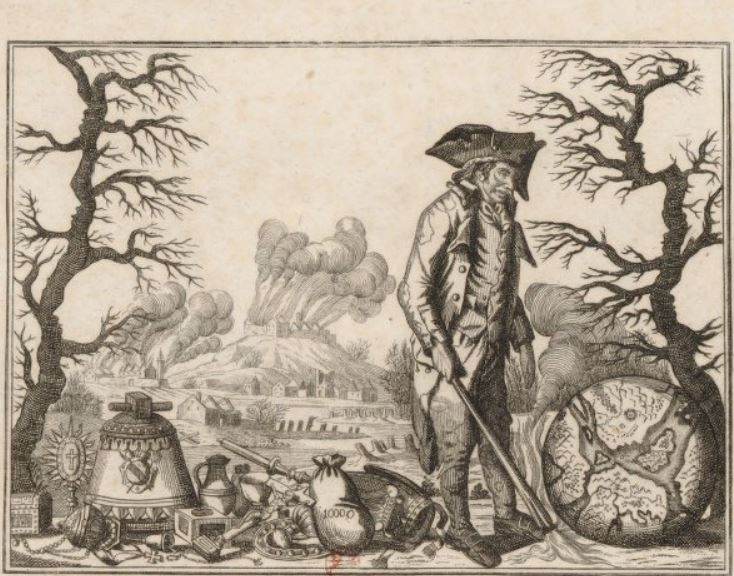
Custine continuou a revolução na Renânia alemã por meio de proclamações e da cobrança de pesados impostos sobre os territórios conquistados

No início de maio de 1793, Custine elaborou um plano para isolar uma parte da força da Coalizão que havia se aventurado muito longe da força principal em Mainz. No entanto, como estava prestes a assumir o comando do Exército do Norte, ele delegou parte da responsabilidade por esse plano a Jean Nicolas Houchard (outro general malfadado destinado à guilhotina), instruindo-o a atacar Limbourg com o Exército do Mosela. A guarnição de Landau deveria fazer várias fintas para distrair as tropas prussianas. Custine também criou e distribuiu um relatório falso de que a cavalaria do Exército do Mosela havia chegado e que também havia sido reforçada com parte da artilharia de Estrasburgo. O general Jean-Baptiste Michel Féry, que comandava 40 batalhões, deveria se lançar sobre os prussianos até saber que o principal combate em Rheinzabern havia começado. Custine partiu com suas tropas à noite; muitos atrasos impediram que ele chegasse até as cinco da manhã, mas Charles Hyacinthe Leclerc de Landremont engajou o exército austríaco nesse meio tempo e impediu seu avanço até que Custine chegasse e atacasse o posto austríaco com duas divisões de dragões. Infelizmente, um batalhão de franceses confundiu os dragões de Custine com o inimigo e disparou contra eles com grande precisão. Qualquer tentativa de reunir o batalhão foi recebida com mais disparos. O comandante, que aparentemente não tinha controle sobre suas tropas, foi denunciado tanto pelos representantes quanto por suas tropas e preso, mas se matou. Custine ficou revoltado com o caso: “Esse dia, que deveria ter sido tão memorável, terminou com a tomada de um canhão e muitos prisioneiros”. Custine foi chamado de volta a Paris em 15 de julho.

### Julgamento perante o Tribunal

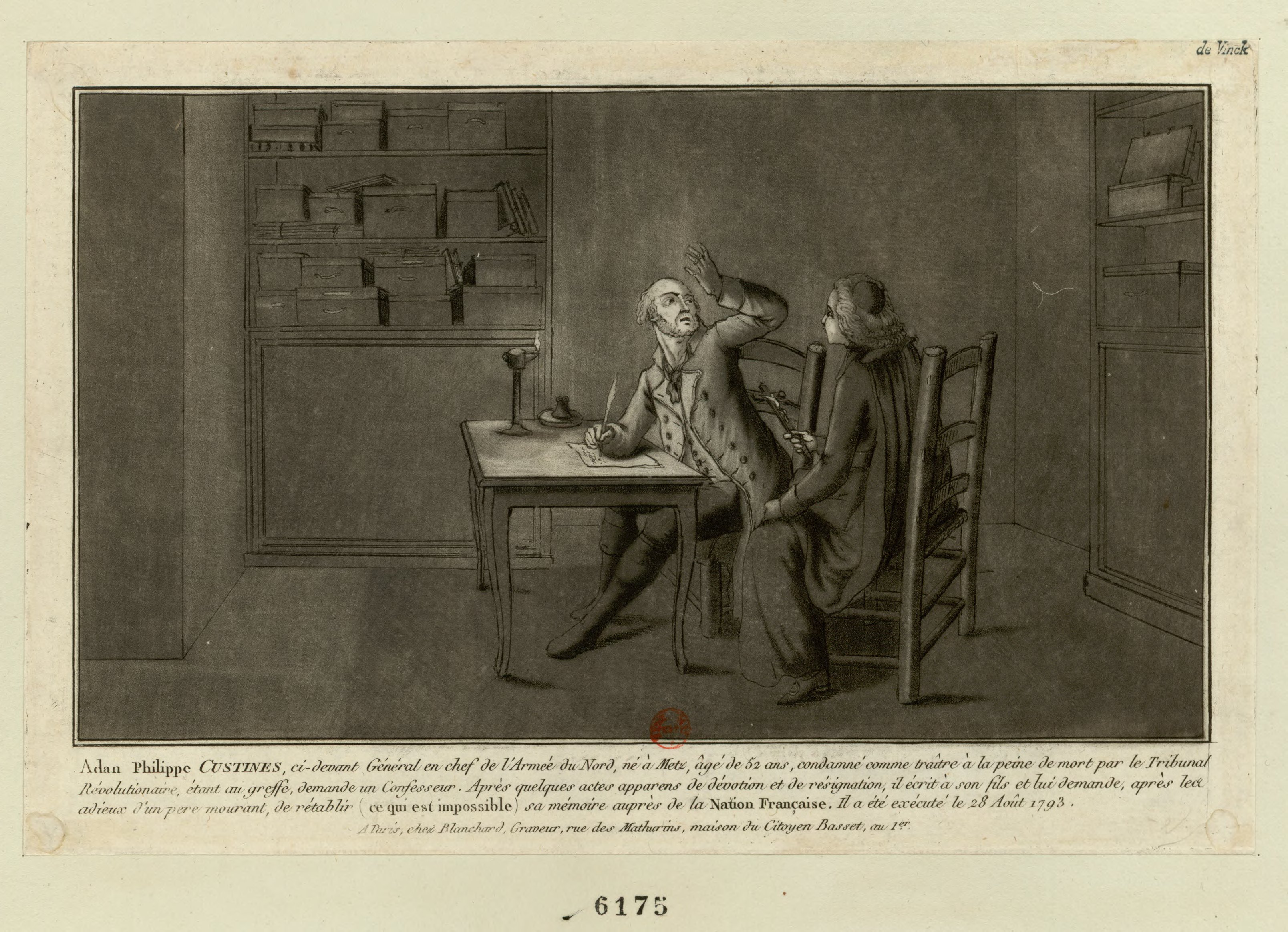
Antes de sua execução, Custine se encontrou com o abade Lotheringen, para sua confissão e suas orações. Ele também escreveu uma carta para seu filho

Ao chegar a Paris, Custine exibiu seu autocontrole habitual, o que pareceu exasperar seus inimigos políticos. Ele ocupou quartos particulares em um hotel mobiliado e alugou um quarto para seu secretário. Visitou o filho e a nora e cumpriu sua agenda social parisiense habitual: apareceu em todos os locais públicos, no Palais-Royal e no teatro, recebido com ovações ruidosas e gritos de Vive Custine! O Comitê de Segurança Pública ordenou que um policial o acompanhasse em todos os lugares. Em 22 de julho, ele foi preso e encarcerado em Luxemburgo. Em 23 de julho, chegou a notícia de que Mainz havia capitulado; em 28 de julho, chegou a notícia da perda de Valenciennes. Ele foi transferido para a Conciergerie em 28 de julho, e seus quartos, os de seu secretário e os de seu filho foram lacrados, aguardando uma busca.
Após três semanas de buscas e exames, o promotor público Antoine Quentin Fouquier-Tinville elaborou a acusação: o crime de Custine, conforme os representantes em missão, foi negligência, por permitir que os Aliados tomassem Condé e Valenciennes, e também pela perda de Mainz, uma cidade que Custine havia abandonado quando a ocupação se tornou insustentável. Durante seu julgamento, Hébert continuou a atacar Custine por meio de seu jornal, o infame Père Duchene.
Dessa vez, Robespierre não defendeu Custine. A adorável nora de Custine ia diariamente ao tribunal para sentar-se a seus pés; por fim, os promotores acusaram os juízes de adiar o veredicto para poderem continuar olhando para ela. O Tribunal Revolucionário o condenou por traição e ele foi executado pela guilhotina no dia seguinte, 28 de agosto de 1793.

### Caráter

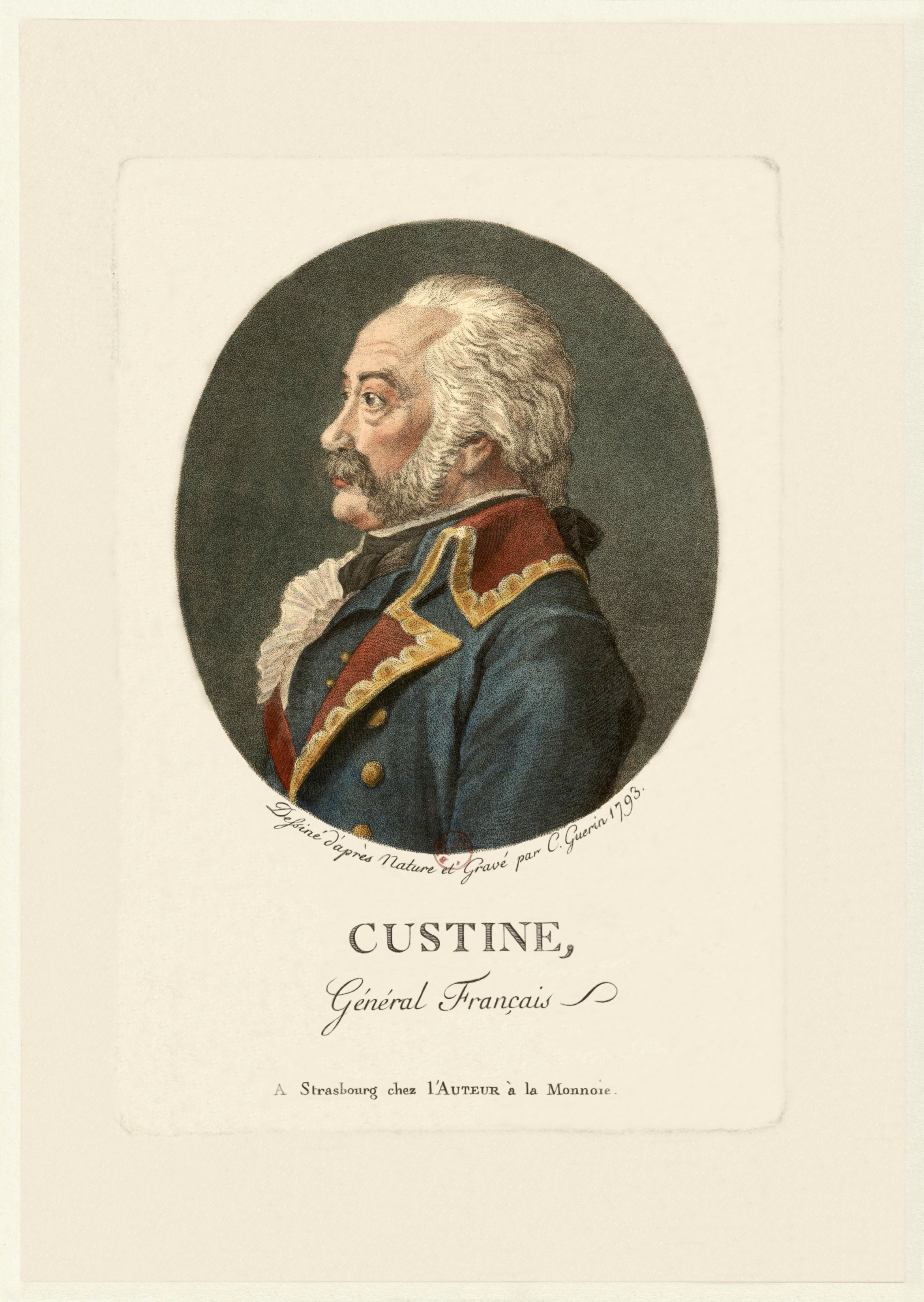
Retrato desenhado e gravado por Christophe Guérin, 1793

A liderança e o caráter de Custine, embora contestados pelo Tribunal, provaram ser fundamentalmente sólidos no campo de batalha. Como admirador do estilo prussiano de treinamento e disciplina, ele era um disciplinador rigoroso, mas seus soldados realmente gostavam dele e se sentiam inspirados por ele. Custine gostava de fazer discursos e, segundo consta, sabia o nome de seus soldados. Ele visitava os homens no hospital, demonstrava bom humor e era o mestre da réplica. Sua inteligência pronta era citada em todo o seu comando. No entanto, ele não tolerava desordem ou insubordinação; ao se deparar com uma tropa de voluntários em 1792, que se gabava de que iria ensinar ao exército o passo certo (torná-lo republicano), ele ordenou que sua cavalaria os cercasse e desarmasse.
Custine também reconheceu e recrutou oficiais talentosos. Na rendição da guarnição de Mainz, ele ofereceu ao comandante de Mainz, Rudolf Eickemeyer, uma comissão de coronel para servir no exército francês. Em 1793, Eickemeyer foi promovido a general de brigada; ele serviu nas campanhas do Alto Reno e na Campanha do Reno de 1796. Durante essa campanha, ele também adquiriu os serviços de um jovem oficial, Laurent Gouvion, mais tarde conhecido como Laurent de Gouvion Saint-Cyr. Segundo Antoine Marie Chamans, ele contratou os serviços de Saint Cyr de uma forma incomum, indicativa do temperamento e da personalidade de Custine. Em uma pausa na ação, Gouvion estava desenhando o campo, incluindo as posições inimigas perto de Eckheim, próximo de Mainz, quando Custine o viu à distância. Não aprovando sua ocupação, Custine galopou até ele, arrancou o papel de sua mão e perguntou com raiva o que ele estava fazendo. Ao perceber que o desenho de Gouvion correspondia perfeitamente às posições, ele designou o jovem oficial para sua própria equipe.
Um dos oficiais da equipe de Custine, Simon François Gay de Vernon, escreveu que ele era cuidadoso com o bem-estar de seus soldados, um bom administrador, generoso com seu próprio dinheiro, acostumado a gerenciar soldados, capaz de entender as coisas rapidamente, sóbrio e ativo. Custine apreciava os sábios conselhos de oficiais inteligentes e demonstrava sua gratidão a eles. Além de Saint-Cyr, Custine nomeou Louis Desaix e Jean-Baptiste Kléber para sua equipe. Sua enorme vaidade, sua crença de que seus planos eram tão maravilhosos que ele não conseguia enxergar suas falhas e seu mau hábito de acusar e denunciar outros generais foram as maiores falhas de Custine. Quando Houchard foi nomeado para comandar dois exércitos, Custine escreveu com precisão: “a condução de dois exércitos está além do poder de Houchard...” A carta foi publicada e feriu os sentimentos de um homem que havia servido a Custine com lealdade. Custine, imprudentemente, entrou em uma disputa com o General Pierre Joseph Ferrier du Chastelet, que tinha relações amigáveis com o Ministro da Guerra, Jean Baptiste Noël Bouchotte. Ele também denunciou outros comandantes do exército, Pierre de Ruel, marquês de Beurnonville e François Christophe de Kellermann.

## Família

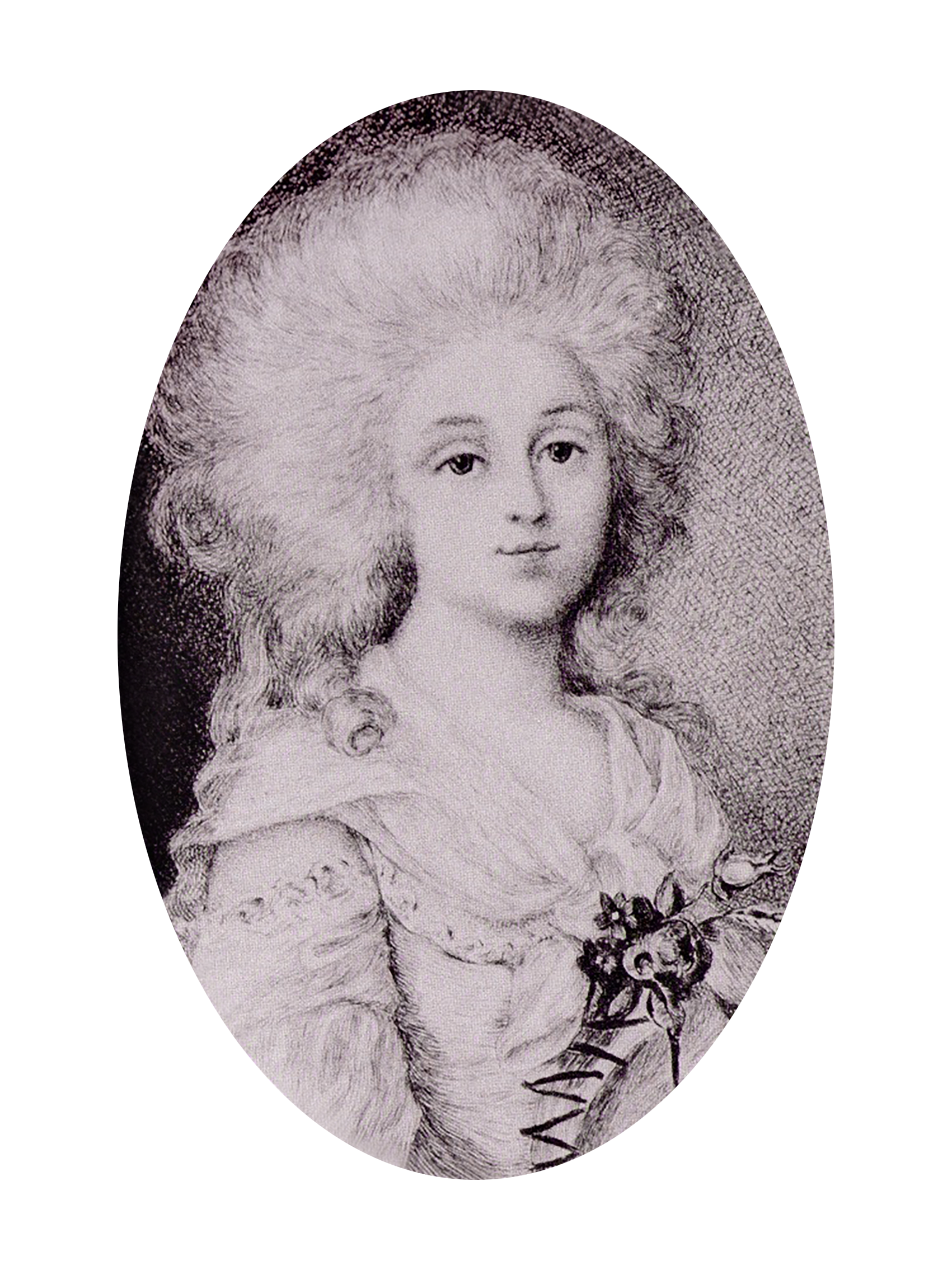
A nora de Custine, Delphine de Sabran, (Paris, 18 de março de 1770–1826) Madame de Custine, era considerada um ícone de feminilidade e beleza

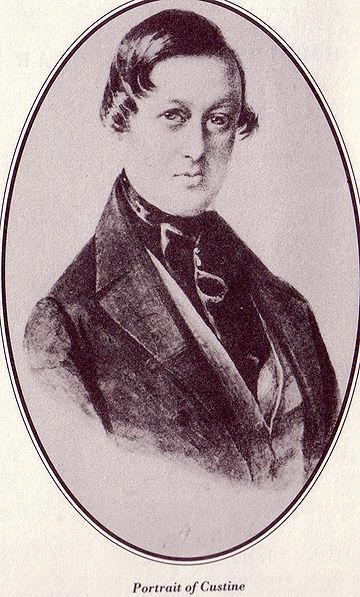
O neto de Custine: Astolphe Louis Léonor, Marquês de Custine

Nascido em Metz em 4 de fevereiro de 1740, Custine era filho de Philippe-François-Joseph, conde de Custine, e Anne-Marguerite Maguin, filha de François, conde d'Roussy e Marguerite de Walter. Seu pai, o décimo conde, havia morrido na Batalha de Rossbach em 1757, sendo um dos seis generais franceses mortos no combate. Os outros títulos de Custine incluíam Signeur de Guermagne e de Sareck, e, depois de 1770, ele também era o senhor de Niderviller, uma propriedade que adquiriu. Ele se casou com Adelaide-Celeste Louise Gagnat de Longny. Em 1790, a filha de Custine, Adelaide-Anne-Philippe, casou-se com Henri Evrard, marquês de Dreux-Brézé, mestre de cerimônias de Luís XVI. Ela e o marido passaram a maioria do início da década de 1790 como refugiados na Grã-Bretanha, embora ele tenha retornado à França várias vezes para visitar suas propriedades; ele acabou sendo confirmado como par da França, retomou sua posição pré-Revolução como mestre de cerimônias, dessa vez para Luís XVIII, e recebeu patente militar.
O filho de Custine, Renaud-Louis-Philippe-François, (nascido em Paris em 1768 e falecido em 3 de janeiro de 1794), também chamado de Armand, era capitão em um dos regimentos do Exército do Reno. Quando jovem, ele viajou muito e fez um longo estudo sobre a arte da guerra em Berlim. O Conde de Mirabeau, sempre político, previu que o jovem Custine se tornaria um diplomata respeitado. Em 1792, Armand era o ajudante de campo de Nicholas Luckner; após a demissão de Luckner, ele entrou em uma breve embaixada em Berlim em 1792 como encarregado de negócios e, por fim, como as relações diplomáticas entre a França e o resto da Europa ficaram tensas, ele foi refém para o retorno seguro dos diplomatas prussianos e austríacos em Paris. Sua falecida mãe havia lhe deixado um capital de 700 mil livres, o que o tornava um jovem rico; supunha-se que seu pai também lhe daria uma quantia adequada em seu casamento, bem como as propriedades da família em Niderviller, que incluíam seis fazendas.
Custine, como general aristocrático, e seu filho, um diplomata em ascensão, pareciam alvos naturais de suspeita. Em 1792, depois de passar parte de um ano em Berlim, o jovem Custine viu-se sob suspeita, apesar de seu comportamento cuidadoso e circunspecto em Berlim: ele havia se esforçado para documentar e relatar qualquer contato com os prussianos, e todos os relatórios de suas conversas eram cuidadosa e especificamente anotados. Ele escreveu para a sogra dizendo que, por um milagre, não estava na lista de pessoas a serem presas e que havia evitado o massacre de setembro de 1792 na Prisão da Abadia. Relatou temer escrever para sua esposa pelo correio inseguro. Definhou em Paris durante o inverno, mas acabou conseguindo uma posição no comando de seu pai no Exército do Reno, juntando-se a esse exército em Frankfurt. Em agosto de 1793, porém, após a prisão de seu pai, o jovem Custine se viu proscrito, ou seja, na lista de suspeitos de serem monarquistas. A Lei dos Suspeitos de setembro acelerou o julgamento do filho. A principal prova contra ele parecia ser uma carta que ele havia escrito ao pai na primavera anterior, sugerindo que ele se demitisse do exército, e isso, assim como outras cartas — verdadeiras e falsas — garantiu sua condenação. Foi condenado e guilhotinado um dia depois. Deixou um filho pequeno, Astolphe Louis Léonor, Marquês de Custine (18 de março de 1790 – 25 de setembro de 1857).

### Investimento em faiança

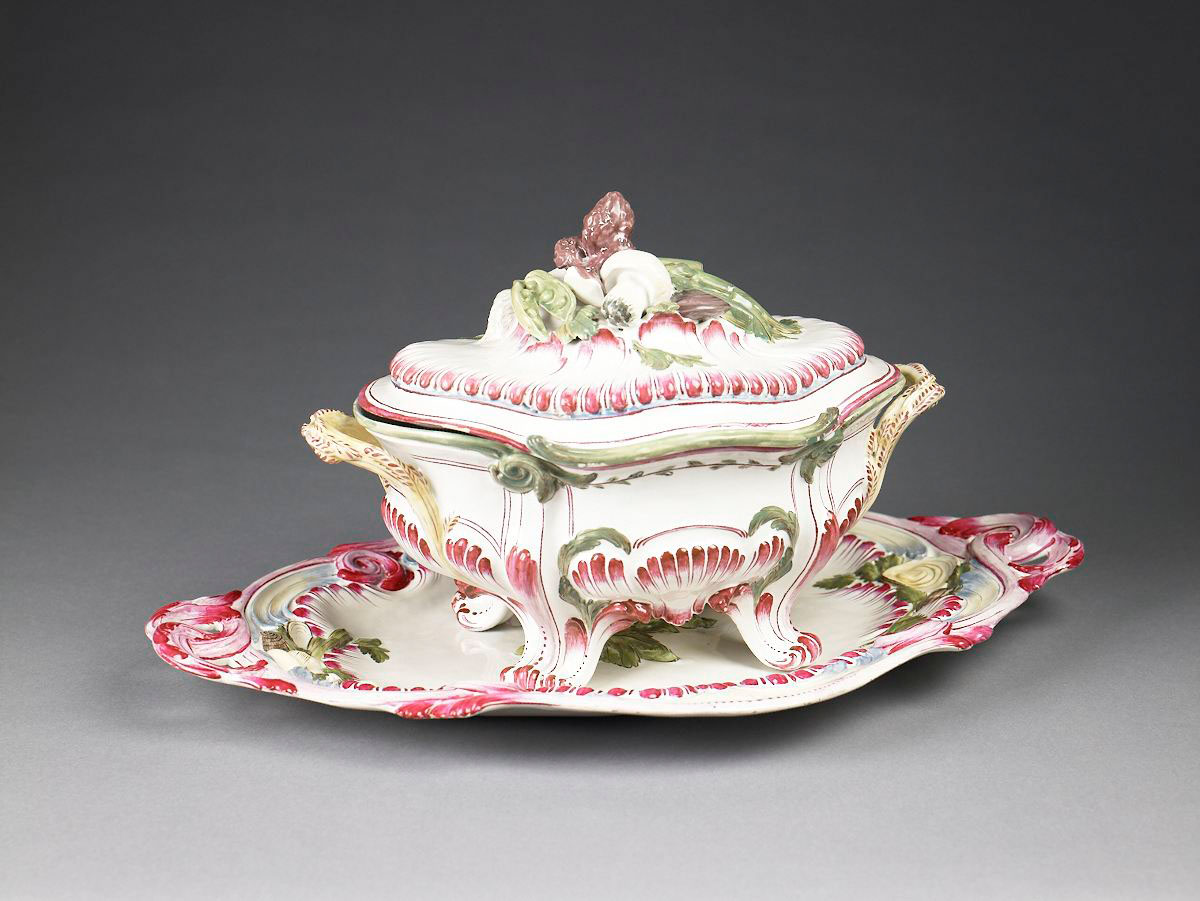
Terrina coberta, manufatura Niderviller, exposta no Museu e Galeria de Arte de Birmingham. Depois que Custine comprou a empresa, a fábrica começou a produzir utensílios de mesa no estilo inglês

Em 1770, Custine adquiriu uma propriedade na região de Niderviller, que incluía uma fábrica de faiança. A manufatura havia sido fundada em 1735, mas teve uma renda limitada. Várias dificuldades, incluindo um incêndio que destruiu o prédio de produção e uma limitação na fabricação de porcelana em pasta mole, desencorajaram os investidores originais. Quando Custine comprou a propriedade em 1770, era um investimento em dificuldades. Ele enfrentou problemas financeiros significativos nos oito anos seguintes e considerou a possibilidade de falência em 1778. Posteriormente, ele fez negócios com François-Henri Lenfrey, e a fábrica começou a produzir faiança no estilo inglês de louça de mesa. Lenfrey também reformulou o processo de produção, produzindo cailloutage, que combinava técnicas de produção de faiança com um novo processo que misturava calcário triturado à argila. A execução de Custine levou ao fechamento temporário da fábrica quando o regime confiscou sua propriedade; os trabalhadores, sumariamente demitidos, viajaram para Paris para encontrar trabalho e vários assinaram uma petição para sua libertação. A guerra contínua com a Coalizão reduziu o número de funcionários para 15; a fábrica sobreviveu, no entanto, e teve um renascimento em meados do século XIX. Custine presenteou George Washington com um conjunto desse serviço de mesa em 1782.